# 真的不是我
《真的不是我》（英語：I Didn't Do It）是一部迪士尼頻道原創影集。2012年11月宣布製作試播集並預定於2013年1月播出。2013年6月18日宣布製作本劇。本劇於2013年夏天正式展開製作並於2014年1月17日首播。本劇由托德·哈德莫與賈許·銀史坦開創。2014年7月3日，迪士尼宣布續訂第二季。 在第2季完結後，迪士尼宣布取消本劇。

## 故事
這是一部描述五位爆笑青年生活日常的喜劇，包括愛打鬧的雙胞胎姊弟琳蒂與羅根，及他們的三位好友－蓋倫、茉莉、狄莉雅。每集開頭以幽默風格呈現超乎尋常的事件，然後演變成難以收拾的荒謬局面，琳蒂、羅根與好友們便開始用他們的獨特逗趣的觀點，以倒敘法解釋事件的始末。

## 卡司與角色

### 主要角色
- 奧莉維亞·賀特（英语：Olivia Holt） 飾演 琳蒂·歌楚德·華生（Lindy Gertrude Watson）

是個古靈精怪的書呆子，是五人中最聰明的一個。
- 奧斯汀·諾爾斯（英语：Austin North） 飾演 羅根·華生（Logan Watson）

琳蒂的孿生弟弟，與姊姊的個性有著一百八十度的不同。
- 派珀·柯達（英语：Piper Curda） 飾演 姜茉莉（Jasmine Kang）

琳蒂、羅根的好友，是個非常機靈女孩。
- 佩頓·克拉克（Peyton Clark） 飾演 蓋倫·史凡格（Garrett Spenger）

琳蒂、羅根的好友，有點強迫症、潔癖，常常抓不到重點。
- 莎拉·吉爾曼（英语：Sarah Gilman） 飾演 狄莉雅·黛兒法諾（Delia Delfano）

琳蒂、羅根的好友，五人之中個性最為古怪的一個。

## 各集集數
| 季數 | 季數 | 集數 | 首播日期      | 首播日期       |
| 季數 | 季數 | 集數 | 首播          | 季終           |
| ---- | ---- | ---- | ------------- | -------------- |
|      | 1    | 20   | 2014年1月17日 | 2014年12月7日  |
|      | 2    | 19   | 2015年2月15日 | 2015年10月16日 |

## 評價
本劇首播收視達3.9百萬人口。

## 播出
2014年1月17日美國於迪士尼頻道、加拿大於家庭頻道首播。2014年4月7日於澳洲及紐西蘭首播，2014年5月2日於英國及愛爾蘭首播。2014年10月13日於台灣及香港首播。
曾在上海外语频道的《看剧学英语》节目中播出。

## 腳註
1. ↑  Kondolojy, Amanda. . TV by the Numbers (新闻稿). July 3, 2014  [July 3, 2014]. （原始内容存档于2014-07-14）.
2. ↑   (新闻稿). Toronto: Corus Entertainment. October 5, 2015  [October 9, 2015]. （原始内容存档于2015年10月17日）.
3. ↑  《真的不是我》台灣迪士尼頻道官方網站 的存檔，存档日期2015-12-31.

## 外部連結
- 官方网站
- 互联网电影数据库（IMDb）上《真的不是我》的资料（英文）